# Walt Klink
Walt Klink (Bakkeveen, 2002) is een Nederlandse acteur. 

## Levensloop
Klink groeide op in een Rotterdams gezin gevestigd in Friesland. Hij volgde een opleiding bij Noorderpoort Kunst en Multimedia, waar hij zijn diploma als acteur behaalde. Hij volgt daarna lessen aan de Wolf'Qademy van Terence Schreurs en de AHK Toneelschool Amsterdam. Klink speelde de rol van Nick in de televisieserie Brugklas (2019-2020) en een rol in de videoclip Smoorverliefd van Snelle; waarmee hij landelijke bekendheid kreeg. Hierna volgde rollen in de serie Lieve Mama, enkele korte films en de televisiefilm Onze straat: Neontetra waarmee hij een Gouden Kalf nominatie ontving in de categorie Beste acteur in 2021.
Zijn internationale carrière begon in 2021 met een hoofdrol in het tweede seizoen van de misdaadserie Arctic Circle. Hierna volgde een belangrijke bijrol in de Amazon Prime Video western serie The English, waarin hij naast Academy Award Nominee Emily Blunt speelde. Met een hoofdrol in de Amerikaanse Paramount+ serie Rabbit Hole werd hij ook bekender in Amerika. In het voorjaar van 2024 werd de speelfilm Krazy House, waarin Klink een hoofdrol speelt samen met Nick Frost en Alicia Silverstone geselecteerd voor het Sundance Film Festival in de Midnight section en voor het IFFR.

## Filmografie

### Film
- 2020: Wadoeje
- 2020: Barrier
- 2021: U-47700, als O.B.
- 2024: Krazy House, als Adam

### Televisie
- 2019-2020: Brugklas, als Nick
- 2020: Lieve Mama, als Thom Möhring
- 2020: Maus, als Maus
- 2021: Onze straat: Neontetra, als Julian
- 2021-2022: Arctic Circle, als Justin Merriman
- 2022: The English, als Jed Myers
- 2023: Rabbit Hole, als 'The Intern'
- 2024: De Joodse Raad, als medewerker Joodse Raad

### Videoclip
- 2020: Smoorverliefd, van Snelle